# 라트비아 은행
라트비아 은행(라트비아어: Latvijas Banka)은 라트비아의 중앙은행이다. 라트비아 은행은 유럽 중앙은행 제도의 회원이다. 은행의 회장은 비타스 바실리아우스카스이다. 2014년까지 라트비아 은행은 라트비아 전 화폐인 라츠의 발행을 담당했다.

## 같이 보기
- 라트비아의 경제
- 라트비아 라츠